# Thế kỷ 4 TCN

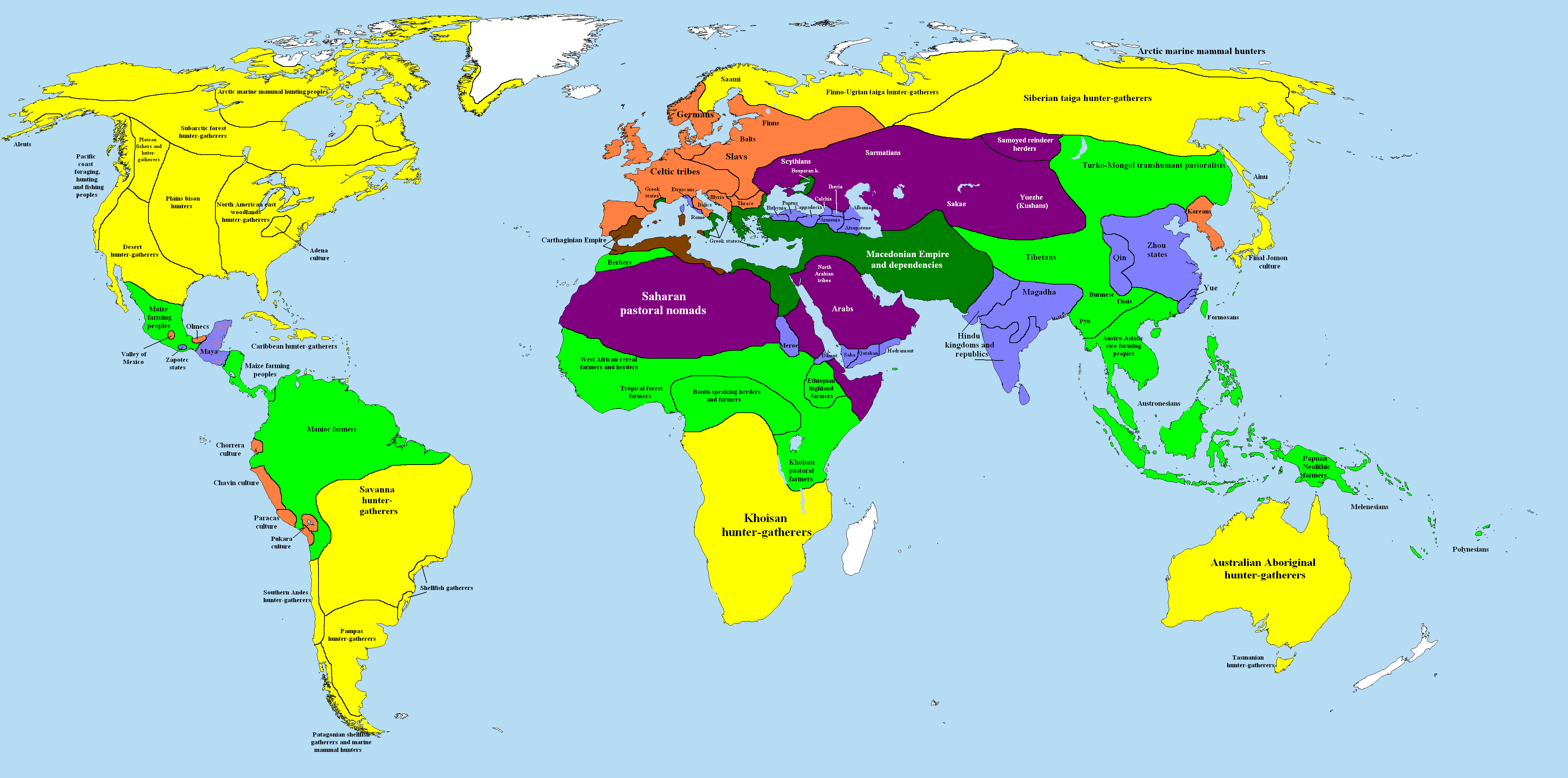
Bản đồ thế giới năm 323 TCN (vào lúc Alexandros Đại đế mất)

Thế kỷ 4 TCN bắt đầu vào ngày đầu tiên của năm 400 TCN và kết thúc vào ngày cuối cùng của năm 301 TCN.